# Монти-Алту
Монти-Алту (порт. Monte Alto) — муниципалитет в Бразилии, входит в штат Сан-Паулу. Составная часть мезорегиона Рибейран-Прету. Входит в экономико-статистический микрорегион Жаботикабал. Население составляет 46 474 человека на 2006 год. Занимает площадь 347,119 км². Плотность населения — 133,9 чел./км².

## История
Город основан 15 мая 1881 года.

## Статистика
- Валовой внутренний продукт на 2003 составляет 452.931.896,00 реалов (данные: Бразильский институт географии и статистики).
- Валовой внутренний продукт на душу населения на 2003 составляет 10.029,05 реалов (данные: Бразильский институт географии и статистики).
- Индекс развития человеческого потенциала на 2000 составляет 0,813 (данные: Программа развития ООН).

## География
Климат местности: горный тропический. В соответствии с классификацией Кёппена, климат относится к категории Cwa.